# Christine de Pizan
Pour les articles homonymes, voir Pisan.
Christine de Pizan (en italien : Cristina da Pizzano) ou de Pisan, née en 1364 à Venise et morte vers 1430 au monastère de Poissy, est une philosophe, chroniqueuse et poétesse française de naissance vénitienne, célèbre pour ses écrits rédigés en français.
Christine de Pizan est considérée comme la première femme de lettres de langue française ayant vécu de sa plume. Son érudition la distingue des écrivains de son époque, femmes ou hommes. Veuve et démunie, elle dut gagner sa vie en écrivant.
C'est une auteure prolifique, elle compose des traités de politique, de philosophie et des recueils de poésies. Elle se retire dans un couvent à la fin de sa vie, où elle écrit un Ditié de Jeanne d'Arc. On lui doit, entre autres, Cent ballades d'amant et de dame et La Cité des dames. Son travail majeur est accompli entre 1400 et 1418.

## Biographie

### Enfance
Née à Venise vers 1364, elle rejoint, avec sa mère et ses deux frères, son père Thomas de Pisan (Tommaso di Benvenuto da Pizzano), médecin réputé et conférencier d'astrologie à l'université de Bologne, appelé à Paris par Charles V en 1368. Auparavant, son père, né à Bologne, avait été appelé à Venise ; il se fit une grande réputation par ses prédictions (comme pour beaucoup de ses « confrères », la médecine lui servait surtout de « couverture » vis-à-vis de l'Église qui interdisait toute forme de voyance).

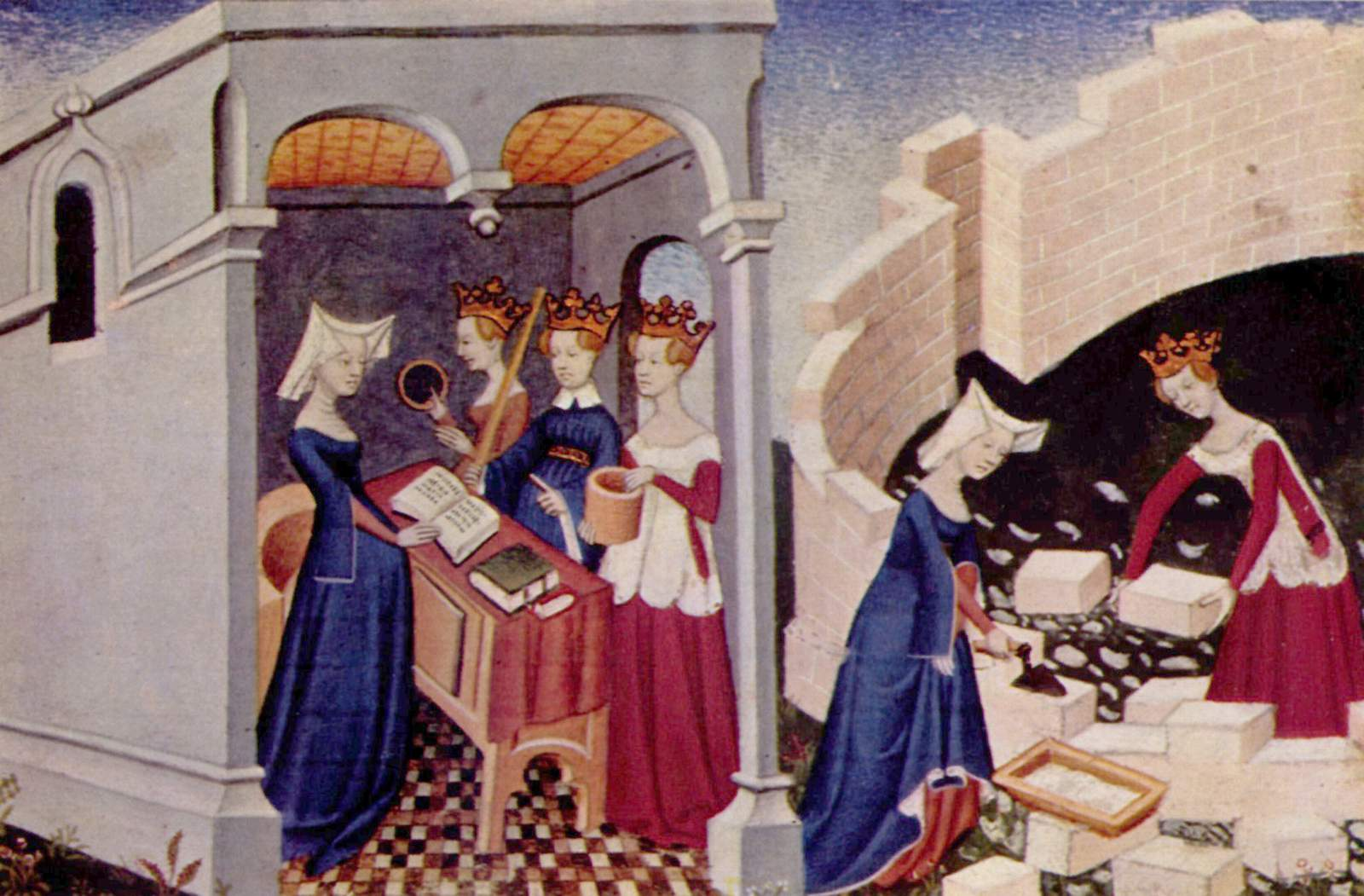
Miniature tirée d'un manuscrit de La Cité des dames attribuée au Maître de la Cité des dames.

Christine de Pizan a hérité de son père son goût pour les études, sa soif de connaissances. Homme cultivé et ouvert d'esprit, curieux des secrets de la nature et des écrits doctes, Thomas de Pizan aurait souhaité pousser plus loin l'instruction qu'il dispensait à sa fille, ayant décelé chez elle une intelligence vive. Mais les usages du temps, auxquels il devait se conformer, ne le lui permirent pas. Elle reçut une éducation plus approfondie, plus vaste et plus exigeante que celle de bien des jeunes filles de cour. Pourtant, lorsqu'elle évoque son éducation, c'est plutôt pour déplorer qu'elle n'ait pas été complète. Elle l'écrit elle-même, plus tard, dans La Cité des dames : « Ton père, grand astronome et philosophe, ne pensait pas que les sciences puissent corrompre les femmes ; il se réjouissait au contraire – tu le sais bien – de voir tes dispositions pour les lettres. Ce sont les préjugés féminins de ta mère qui t'ont empêchée, dans ta jeunesse, d’approfondir et d’étendre tes connaissances car elle voulait te confiner dans les travaux d’aiguille qui sont l’occupation coutumière des femmes. »
Elle reçoit à la cour l’éducation donnée aux jeunes filles de la noblesse et commence à composer des pièces lyriques qui lui valent l’admiration et même de nombreuses demandes en mariage – quoique de son propre aveu celles-ci soient également motivées par la position de son père auprès de Charles V. La personnalité du sage roi, d'ailleurs, marque profondément la jeune Christine, qui le fréquente quotidiennement à la cour.
Christine de Pizan parle souvent de son goût pour l'étude. Comme toutes les damoiselles d'un haut rang, elle fut sans doute très tôt initiée à la musique et à la poésie. Elle était bilingue, parlant et lisant l'italien, mais c'est en français qu'elle a écrit toutes ses œuvres. Elle connaissait un peu de latin, assez pour avoir accès aux ouvrages de philosophie, d'histoire, de poésie ou de religion.

### Femme mariée
Dès qu'elle fut en âge de se marier, soit 15 ans, son père lui choisit un mari, Étienne de Castel. C'était un homme savant et vertueux, frais diplômé, issu d'une famille noble de Picardie. Il bénéficiait d'un office de notaire du roi qui lui assurait un revenu régulier et qui représentait le début d'une belle carrière au service du souverain. Le mariage eut lieu au début de l'année 1380. Christine avait quinze ans, Étienne vingt-quatre. Elle a souvent raconté son bonheur et l'amour réciproque qui unissait le couple. Trois enfants naquirent de cette union.
Selon elle, sa vie connaît une inflexion marquée à la mort de Charles V en 1380 : la fin du protecteur de Thomas sonne aussi la fin de sa faveur à la Cour. Il n'y eut pas de disgrâce totale mais un éloignement inquiétant. Les gages de Thomas furent amoindris et versés irrégulièrement. Thomas de Pizan mourut probablement en 1387, à 80 ans environ. Ce père tant loué ne sut pas faire d'économie et laissa sa famille dans le besoin. Étienne de Castel devient le chef de famille à part entière, pouvant assurer le sort matériel de la maisonnée. Mais il meurt, victime d'une épidémie, en 1387, à Beauvais, où il faisait partie de l'entourage du roi, qui, lui aussi, tombe malade dans la même ville. Christine de Pizan a alors trois enfants, une mère et une nièce à charge. Dans un arrêt du 4 juin 1389 concernant un procès intenté contre Christine de Pizan par l'archevêque de Sens et par François Chanteprime, conseillers du roi, elle est qualifiée de « damoiselle » et de « vesve (veuve) de feu Me (maître) Estienne du Castel ». Il y a lieu de noter qu'en tant que secrétaire du roi en 1381 et 1382, Étienne signait « Ste (Stephanus) de Castel ».

### Veuve et indépendante
Au Moyen Âge, la veuve qui ne se remarie pas ou qui n’entre pas au couvent est regardée avec méfiance ; des soupçons d’avarice et de luxure pèsent sur elle. La vie et les occupations de Christine de Pizan ont été profondément modifiées par la mort de son mari. Elle a tout d'abord connu une dépression pour un temps que nous ignorons, mais probablement de plusieurs mois, voire un an. Le deuil s'accompagne d'un désastre financier. Cependant, elle décide de ne pas se remarier et choisit le métier d’homme de lettres (« de femelle devins masle »). Elle travaille donc à réorganiser sa fortune et ses avoirs, elle tente de se constituer des revenus suffisants pour garder son rang. Mais cela reste insuffisant car son père et son époux n'ont pas laissé de patrimoine solide et de revenus garantis. Christine de Pizan nous indique que ces temps difficiles ont duré 14 ans, durant lesquels les soucis financiers, les procès, l'abattement du deuil et la santé défaillante se sont cumulés. Elle évoque ses malheurs dans Le Livre de la Mutation de fortune, notamment les divers poursuites et procès qu'elle a dû traverser pour défendre ses intérêts. Toutefois, il convient de relativiser la gravité des maux qui l'ont frappée, ainsi qu'elle le fait elle-même. En effet, les ressources de la famille sont difficiles à évaluer, mais il est certain qu'elle n'a pas atteint la grande détresse matérielle des Parisiens pauvres de l'époque. Le bénéfice de ses livres est également difficile à chiffrer mais il n'est pas invraisemblable de situer entre 100 et 150 livres parisis le niveau de ses revenus, soit un niveau analogue à celui qu'elle avait connu du temps où son mari vivait et entretenait la maison. Quelques allusions confirment qu'elle a su garder son train de vie sans déchoir ; il est indéniable qu'elle a su développer des qualités de gestion.
Dans le même temps, son goût pour le travail intellectuel la ramène vers des études approfondies : elle complète et élargit l'éducation première qu'elle a reçue de son père et de son mari. La période 1390-1399 est le temps de l'apprentissage de son métier d'écrivaine, celui où elle acquiert la culture et le bagage livresque dont devait faire preuve tout auteur sérieux.

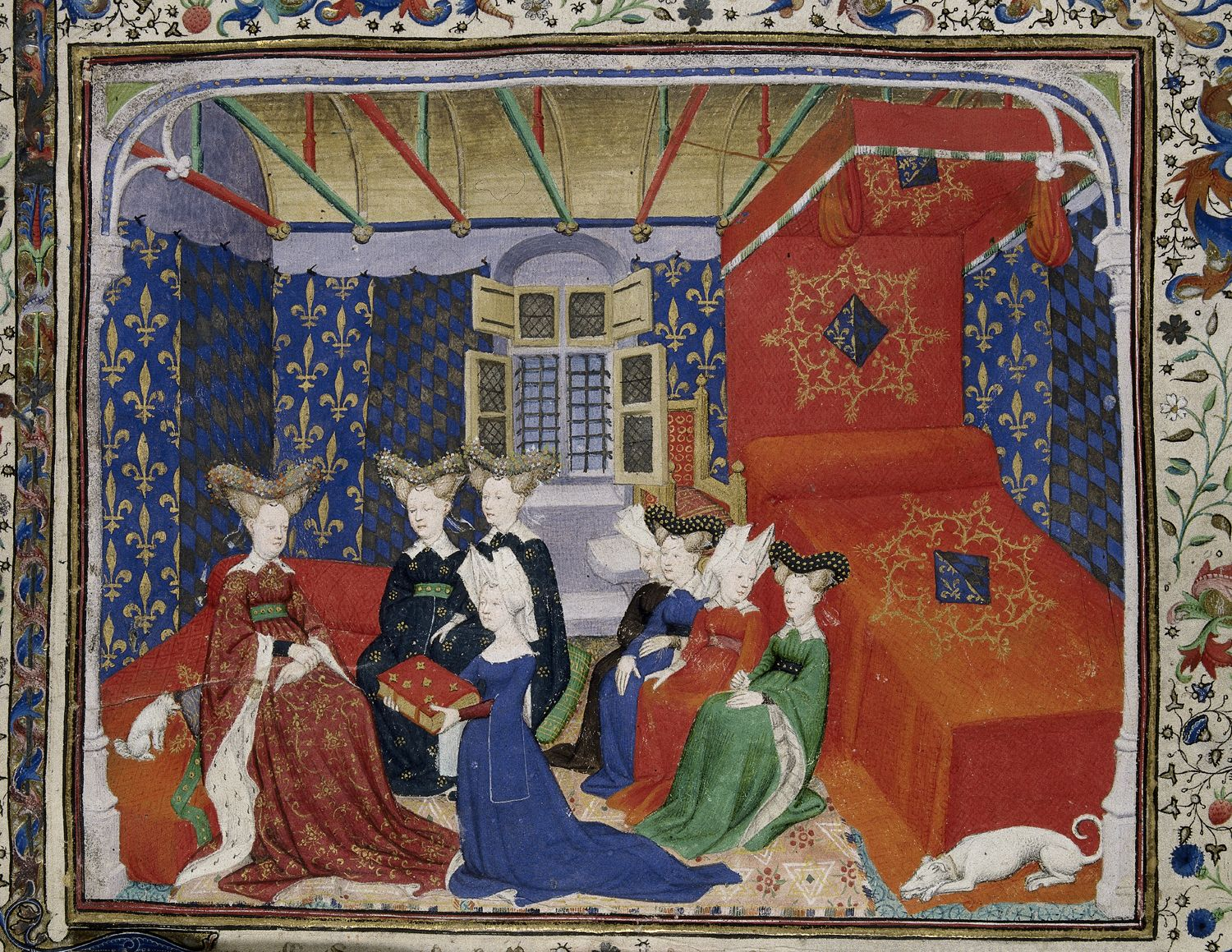
Christine de Pisan offrant ses Épîtres du Débat sur le Roman de la Rose à la reine de France Isabeau de Bavière.

Christine de Pizan date elle-même, à partir de la rencontre du livre de Boèce, en octobre 1402, le début de sa conversion à la philosophie et aux sciences. Son programme d'étude n'a rien de traditionnel. Elle s'intéresse d'abord à l'Histoire, alors que cette discipline n'est pas encore considérée comme une discipline fondamentale dans les formations universitaires, tout en tenant une grande place dans la culture laïque et politique. Elle acquiert ainsi un trésor d'anecdotes exemplaires dont elle se sert dans la rédaction de ses œuvres. Elle s'intéresse ensuite à la poésie savante et compose une série de pièces lyriques compilées dans Le Livre des cent ballades qui obtiennent un grand succès. Ces pièces, dans le goût à la mode, pleurent son défunt mari et traitent de son isolement, de sa condition de femme au milieu de la cour hostile. Elle obtient toutefois des commandes et la protection de puissants comme Jean de Berry et le duc Louis Ier d’Orléans. Elle prend de l’assurance et s’attelle à la rédaction d’écrits érudits : philosophiques, politiques, moraux et même militaires. Elle s’engage parallèlement dans un combat en faveur des femmes, notamment de leur représentation dans la littérature. Elle s’oppose en particulier à Jean de Meung au sujet de son Roman de la Rose, alors l’œuvre littéraire la plus connue, copiée, lue et commentée en Europe occidentale. Par son obstination et son courage elle force l’admiration de certains des plus grands philosophes de son temps, tels Jean de Gerson et Eustache Deschamps, qui lui apporteront leur appui dans ce combat.
Christine de Pizan prend également soin de conserver toutes les relations qu'elle avait à la Cour et parmi les gens du roi qui avaient travaillé avec son mari ; cette activité mondaine a préparé son succès. Elle a conquis une place dans le monde des courtisans, des savants, des hommes cultivés et des gens de pouvoir. Parmi les gens d'Église, il faut évoquer Jean de Gerson (1364-1429) qui a mené une carrière ecclésiastique tout en déployant une grande activité politique. Christine de Pizan le connaissait, suivait probablement ses conseils de vie et partageait ses idées politiques ; il la soutient dans la querelle sur le Roman de la Rose de Jean de Meung. Lors de cette querelle, elle a polémiqué avec de grands intellectuels tels que Jean de Montreuil (1354-1418), admirateur de la culture antique qu'on désigne souvent comme le premier humaniste français, ou encore Gontier et Pierre Col. Elle a aussi bénéficié de l'appui de Guillaume de Tignonville.
Dans la première décennie du XVe siècle, Christine de Pizan est une écrivaine renommée, en France comme à l'étranger. Elle ne peut éviter des choix politiques. En effet, certains de ces écrits laissent supposer des affinités orléanaises. Cependant, Christine de Pizan s'oppose à la séparation du royaume en factions autour des deux princes, Louis d'Orléans et Jean sans Peur. Pourtant la guerre civile éclate en 1410 mais Christine de Pizan ne perd pas espoir, proposant des solutions pour régler le conflit dans sa Lamentation. La paix d'Auxerre jurée, elle entreprend l'écriture du Livre de la Paix qui complète son œuvre politique.  En 1413, au moment de la terreur bourguignonne, elle trouve refuge dans un monastère. La victoire de Jeanne d'Arc à Orléans lui redonne espoir ; elle rédige en son honneur le Ditié de Jeanne en 1429. Elle meurt sans doute peu de temps après.
De 1399 à 1418, avec une période particulièrement féconde entre 1400 et 1410, elle a produit une œuvre considérable, en prose et en vers. L'ensemble de ses textes touche à tous les domaines autorisés aux écrivains laïcs, autrement dit, tous sauf la théologie. Ces ouvrages ont connu le succès du vivant de leur auteure. Christine de Pizan ne se vante pas quand elle signale le bon accueil fait à ses livres : le nombre de manuscrits l'atteste, ainsi que les diverses traductions qui en furent faites aux XVe et XVIe siècles. Le nombre de manuscrits la place parmi les auteurs dont les textes ont été le mieux conservés. Le seul fait que des princes et des rois aient accepté ses œuvres et, même, lui aient fait commande témoigne qu'elle avait su se faire un nom parmi les écrivains et les savants de son époque.

### Famille et descendance

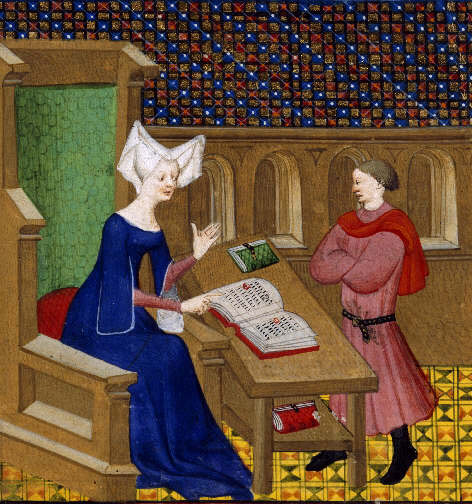
Christine de Pizan et son fils.

Après la mort de son mari, Christine de Pizan avait à charge ses deux fils, sa fille, sa mère et une nièce. Sa nièce se marie en 1405. Un de ses fils meurt entre 1396 et 1399. Sa fille choisit d'entrer au monastère de Poissy, un couvent de dominicaines qui accueille les nobles demoiselles, les filles de princes et de grands de ce monde.
Quant à son fils, Jean de Castel, elle lui chercha un protecteur puissant qui le prenne à son service. Ce fut le comte de Salisbury, venu en France en 1396 pour le mariage d'Isabelle de Valois, fille de Charles VI, avec le roi Richard II, qui emmena Jean pour être élevé avec son propre fils. Le comte était lui-même un poète et connaissait les écrits de Christine. Mais, à la suite de la déposition et du remplacement de Richard II par son cousin Henry Bolingbroke, Salisbury fut exécuté avec d'autres fidèles de Richard. Le nouveau roi Henry IV souhaita prendre le jeune Jean de Castel à son service et invita sa mère à le rejoindre. Mais celle-ci usa de diplomatie pour faire revenir en France son fils : elle ne faisait pas confiance à un « déloyal ». Elle tenta de le placer auprès de Louis d'Orléans dont elle fréquentait l'hôtel. Finalement, c'est le duc de Bourgogne, Philippe le Hardi, qui le prit à son service, tout en acceptant l'offrande des œuvres de Christine et en lui attribuant en retour des dons d'argent.
L'amour du savoir et de la poésie se transmirent dans la famille de Christine. Son fils, Jean de Castel s'intégra au milieu de cour grâce au duc de Bourgogne. Cependant, quand Paris passa aux mains des Bourguignons en 1418, il fuit Paris et rejoignit le dauphin Charles à Bourges, laissant derrière lui sa femme et leurs trois enfants. C'est pendant cette séparation qu'il écrivit un long poème mêlant thèmes politiques et plainte amoureuse : Le Pin. Il meurt en 1425. Cependant, lorsque Charles VII retrouve sa capitale, ceux qui lui avaient été fidèles en furent récompensés. Le premier petit-fils de Christine fit ainsi carrière au service du roi. Le deuxième, Jean de Castel, devenu moine bénédictin, fut l'auteur d'œuvres poétiques et de textes de philosophie morale et religieuse, en français et en latin. En 1461, Louis XI en fit son chroniqueur officiel.

## Œuvre
De la plupart des œuvres de Christine de Pizan sont conservés des manuscrits autographes, comme cela a pu être montré par les travaux de recherche de Charity Cannon Willard, Gilbert Ouy et Christine M. Reno, ce qui est très rare pour l'époque.

### Des domaines d'écriture diversifiés

#### Poétesse
Christine de Pizan est d'abord une poétesse. Et pour cause : c'est le premier moyen de se faire remarquer en bien par les princes mécènes, car une cour se plaît particulièrement aux jeux poétiques de la littérature courtoise. Christine de Pizan chante des amours au destin malheureux, mais ne s'en tient pas à cela, car elle sait que ses lecteurs préfèrent les chansons d'amour heureux. C'est par la poésie qu'elle a fondé son autorité d'écrivaine, soit la manière la plus efficace de se faire admettre dans le monde littéraire pour une femme de la haute société.
Ses recueils poétiques sont organisés selon une trame narrative. De plus, maints poèmes sont tirés directement de son expérience personnelle, comme Seulette suy et seulette vueil estre. Selon Jacques Roubaud, Christine de Pizan « a sans aucun doute atteint un des sommets de l'art de la ballade ; elle est d'une originalité formelle remarquable ».

#### Épistolière
Elle fut également une épistolière. Elle rédigea des lettres privées et publiques, et en ajouta parfois à ses livres de fond comme des actions directes, dans les débats, plus ou moins destinées à la plus large diffusion[pas clair]. Elle utilise notamment cette méthode dans le débat sur le Roman de la Rose, écrit par Jean de Meung ; certains[Qui ?] considèrent son intervention comme une forme de protoféminisme. En effet, son Epistre au Dieu d'Amours (1399) et son Dit de la rose (1402), critique de la seconde partie du Roman de la Rose, provoquèrent des remous considérables dans l'intelligentsia. Le type de propos suivant était jugé assez scandaleux à l'époque :

« Et jurent fort et promettent et mentent

Estre loiaulx, secrez, et puis s'en vantent. »

Cet aspect « pré-féministe » se constate aussi dans ses œuvres didactiques et éducatives. Elle se plaît à rappeler que les femmes, parce qu'elles sont mères, assurent un apprentissage scolaire, mais aussi un enseignement religieux et moral, et inculquent les règles de la vie en commun au sein de la famille. Il découle de ces compétences toutes sortes de bienfaits, notamment le goût de la paix et de la concorde que les femmes peuvent ensuite répandre dans tout le corps social. L'ouvrage de Christine de Pizan qui reçut le plus bel accueil dans ce domaine fut l'Epistre Othea, un texte qui se présente comme la lettre adressée par une déesse, Othéa, à Hector de Troie, âgé de 15 ans, afin de l'éduquer.

#### Traités sociaux, politiques et moraux

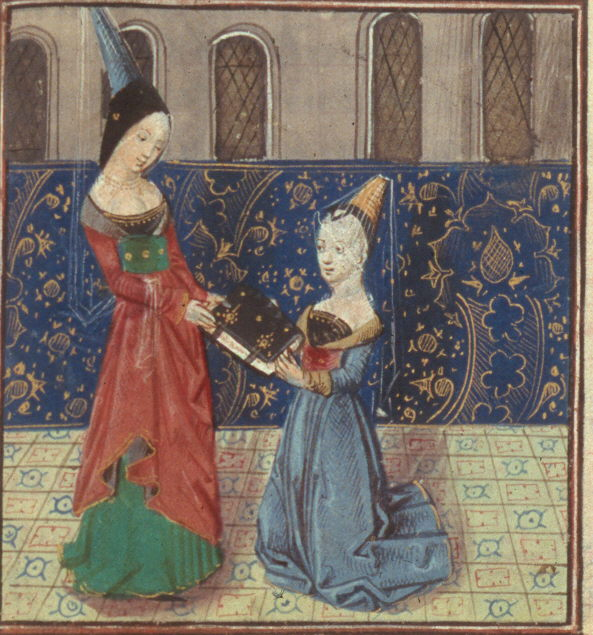
Christine de Pizan présentant Le Livre des trois vertus à l'enseignement des dames à Marguerite de Bourgogne, la toute jeune dauphine de France.

Elle élargit ensuite ses ambitions et passe des recueils de proverbes ou de recommandations à des traités qui approfondissent une réflexion à la fois sociale, politique et morale. Dans la première décennie du XVe siècle, elle déploie une activité d'écriture étonnante par la quantité et la diversité de ses œuvres : Le Livre du chemin de lonc estude (1403), Le Livre de la Mutation de Fortune (1403), Le Livre des fais et bonnes meurs du sage Roy Charles V (1404), La Cité des dames (1405), Le Livre des trois vertus à l'enseignement des dames (1405), L'Advision (1405), Le Livre de Prudence (1406), Le Livre de la Prod'homie de l'homme (1406), Le Livre du Corps de Policie (1406-1407) et le Livre de Paix (1413). Ensuite, elle ralentit le rythme de sa production.
Elle a également écrit d'autres sortes d'ouvrages qui confinent aux domaines réservés aux hommes : le militaire et le religieux. Dans le domaine militaire, elle a rédigé Le Livre des faits d'armes et de chevalerie. D'ailleurs, elle dit elle-même que beaucoup d'hommes ont trouvé qu'elle outrepassait ses droits. Le domaine religieux lui est moins fermé. Elle rédige une Oraison à Nostre Dame (1402 ou 1403), les Quinze Joyes Notre Dame et Les Heures de contemplacion sur la Passion de Nostre Seigneur. Elle n'hésite pas non plus à s'exprimer sur la politique, dans une Épître à la reine Isabeau.

#### Biographe
Dénonçant l'abaissement et le délitement du royaume durant la guerre civile entre les Armagnacs et les Bourguignons, elle rédige, au début du XVe siècle à la demande du duc Philippe de Bourgogne, une œuvre magistrale et précieuse pour les historiens actuels, soit Le Livre des faits et bonnes mœurs du roi Charles V le sage, biographie riche en détails sur le règne de son mentor, Charles V de France.

### Réception de l'œuvre de Christine de Pizan

#### Une œuvre oubliée

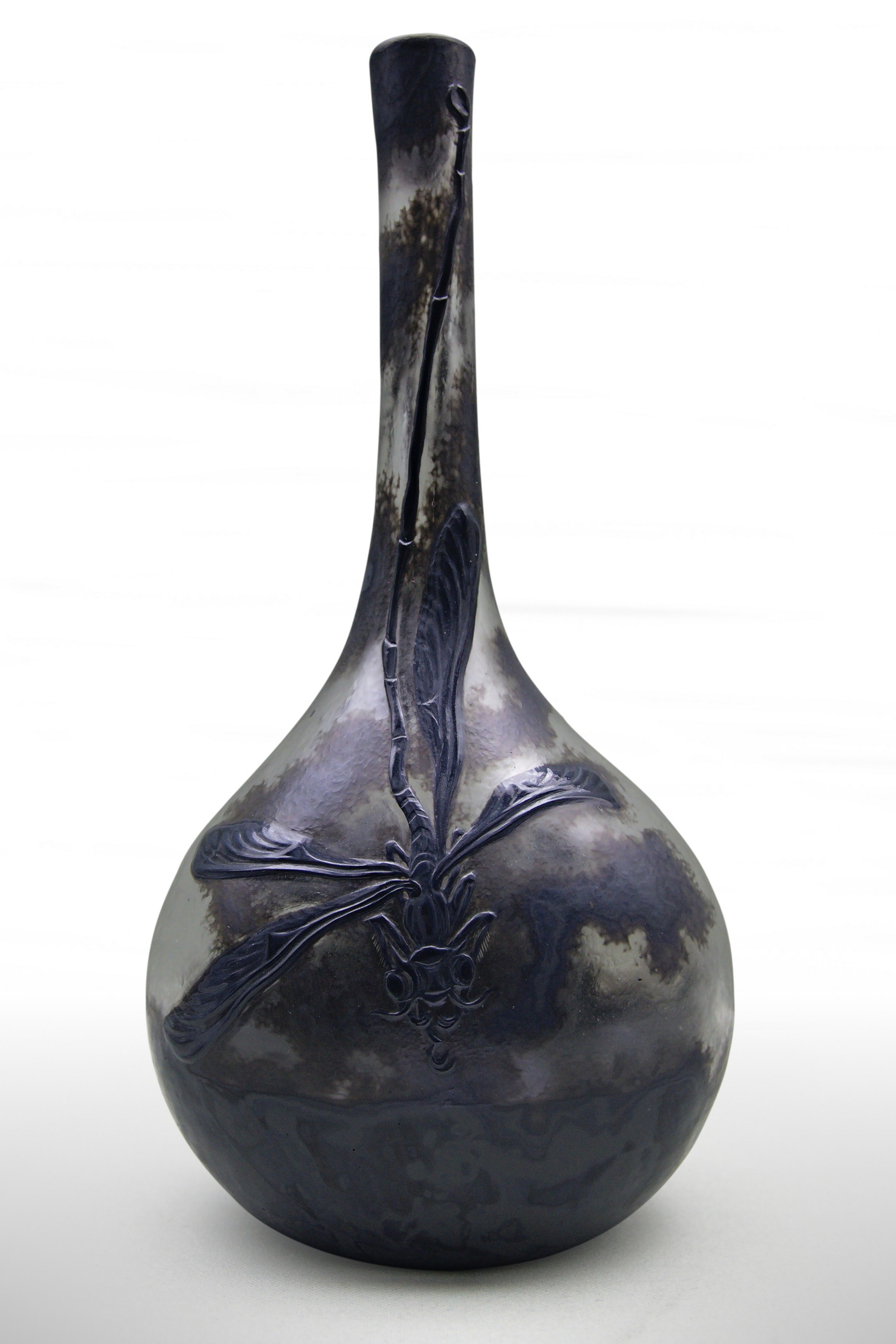
Vase Seulette suis d'Émile Gallé, inspiré du poème Seulette suis et seulette veux être de Christine de Pizan, 1889. Musée de l'École de Nancy.

Christine de Pizan jouit d'une grande popularité dans le milieu de la cour à son époque. En témoignent les manuscrits richement illustrés qui nous sont parvenus. Mais elle ne fait pas l'unanimité parmi les clercs et les universitaires, effarouchés de voir une femme rivaliser avec eux sur le terrain même du savoir et de la philosophie. Sa réfutation des propos misogynes de Jean de Meung lui vaut de vives attaques des amis du poète, attaques par lesquelles est égratigné Jean Gerson lorsque celui-ci critique à son tour le Roman de la Rose.
La Renaissance française n'a pas oublié Christine de Pizan. Elle est couverte de lauriers par toutes sortes de poètes et d'écrivains. Plusieurs causes expliquent cette survie littéraire. Tout d'abord, compte la mémoire entretenue par sa famille et ses amis, désormais bien en cour. Enfin, jusqu'au début du XVIe siècle, dans le milieu littéraire, les mêmes exigences esthétiques, les mêmes contraintes imposées par le mécénat, les mêmes intérêts pour les savoirs et les arts de gouverner ont permis la survie de son œuvre. Toutefois, les auteurs de la Renaissance relient son nom à celui de Jean de Castel et ont parfois tendance à attribuer à ce dernier les œuvres de son aïeule. De même, ils lui accordent des talents qu'elle n'avait pas, comme rédiger en latin et connaître le grec.
Cependant on note déjà l'absence de son nom dans certaines éditions imprimées que publie l'éditeur parisien Antoine Vérard au début du XVIe siècle, même si elle fait encore l'admiration de Clément Marot, avant de tomber dans l'oubli comme la plupart des auteurs médiévaux. Une tentative de réhabilitation par Louise de Keralio reste sans lendemain.
À la fin des Temps Modernes, elle est oubliée, sans doute reléguée dans le passé désormais dévalorisé qu'est devenu le Moyen Âge. La langue française s'est transformée, celle de la fin du XVe siècle n'est plus très accessible en lecture directe, et surtout, les critères techniques et esthétiques ont tant changé que ses œuvres sont jugées dépassées, archaïques et obscures. Cependant, des savants se penchent sur les vieux manuscrits, les gardent, les transcrivent pour les besoins du droit, de l'histoire, de la généalogie.
Au XIXe siècle, les historiens de la littérature sont très condescendants à son égard, et l'opinion dédaigneuse du critique Gustave Lanson met pour longtemps Christine de Pizan au ban des études universitaires, :

« Bonne fille, bonne épouse, bonne mère, au reste un des plus authentiques bas-bleus qu'il y ait eu dans notre littérature, la première de cette insupportable lignée de femmes auteurs. »

Au début du XXe siècle, Marie Josèphe Pinet n'est guère plus élogieuse et il faut attendre la naissance d'un sentiment féministe et le désir de réhabiliter les femmes dans la littérature pour que l'œuvre de Christine de Pizan prenne la place qu'elle occupe dans le milieu des études littéraires depuis les années 1980.

#### Une œuvre redécouverte

##### Avant 1945
La fin du XIXe siècle et les premières années du XXe siècle voient exhumés les ouvrages de Christine de Pizan et certains bénéficient même d'une édition qui permet d'atteindre un public plus large que celui des seuls érudits. Cette redécouverte s'accompagne souvent, dans l'introduction, d'une courte bibliographie. Mais elle s'accompagne aussi de jugements sur les qualités de la personne et de son œuvre. Pour de nombreux historiens de la seconde moitié du XIXe siècle, Christine de Pizan est surtout considérée pour ses poèmes et pour sa loyauté envers le royaume, racine du patriotisme, vertu civique qui doit être étudiée et enseignée à tous. Elle n'est donc plus oubliée, mais ses livres sont lus à la lumière de l'actualité et de ses préoccupations. Toutefois, en même temps, l'évolution de l'Histoire, comme science en général, et celle de l'histoire médiévale, en particulier, rendent possibles des études approfondies qui redonnent leur poids historique, plus exact et plus intéressant, à la femme et à l'œuvre.
À la fin du XIXe siècle et au début du siècle suivant, Christine de Pizan fit l'objet d'une lecture sélective et parfois totalement déformée. Son œuvre fut utilisée par les féministes qui exigèrent d'elle des idées et des attitudes impossibles à imaginer et à appliquer à son temps[source détournée]. Elle fit aussi l'objet de récupérations nationales-conservatrices, à la suite de la défaite de 1871. Une récupération inverse fut également opérée par les républicains qui firent d'elle une incarnation des valeurs bourgeoises de la République.
Durant les premières années du XXe siècle, les études en France et en Suisse déforment moins le visage de Christine de Pizan et visent à mieux comprendre ses livres en les resituant dans leur époque. La voie est ouverte pour des études qui se débarrassent de ces liaisons anachroniques entre l'époque de Christine de Pizan et celle de ses historiens ou commentateurs,.
Pendant la Seconde Guerre mondiale, la Résistance utilisa la figure de Christine de Pizan. De même que  Jeanne d'Arc est évoquée dans les rangs de la Résistance par les œuvres d'Aragon ou de Jules Supervielle, Christine de Pizan fait l'unanimité par son patriotisme : un parallèle est établi entre la France déchirée par la guerre de Cent Ans et le pays occupé, coupé par la ligne de démarcation ; le rappel de malheurs anciens et surmontés invite à garder espoir et à poursuivre la lutte.

##### Après 1945
Simone de Beauvoir et les États-Unis ont assuré la nouvelle célébrité de Christine de Pizan. Dans son essai Le Deuxième Sexe, paru en 1949, Beauvoir relève le parcours remarquable de la poétesse, à travers sa querelle contre Le Roman de la Rose (Guillaume de Lorris et Jean de Meung) : « Pour la première fois, on voit une femme prendre la plume pour défendre son sexe ». Aux États-Unis, l'écho en fut considérable et, en retour, relança en France l'intérêt pour elle. Par exemple, Annie Sugier, du Mouvement de libération des femmes (MLF), prit comme pseudonyme « Annie de Pisan ». Cet engouement des Américains donna de la force au mouvement concomitant des études de genre, à peine freiné par l'adhésion de la grande écrivaine aux normes médiévales plutôt patriarcales.
À partir des années 1980, Christine de Pizan connaît un regain d'intérêt, mesurable par le nombre de travaux qui sont consacrés à ses œuvres. Ce succès est soutenu par l'intérêt croissant porté au Moyen Âge des deux côtés de l'Atlantique et, en particulier, à certaines figures féminines. De plus, la grande vague du féminisme de ces années a voulu redonner aux femmes et à leurs œuvres une place dans la culture officielle. A ce titre, le Livre de la Cité des Dames joue un rôle essentiel. Il est publié en 1986 et traduit en français moderne par Thérèse Moreau et Éric Hicks, puis réédité en 1992, 1996 et 2005. Le développement de la gender history contribue aussi au succès de Christine de Pizan.
Elle est mise en avant sur des sites de réseautage social, notamment américains. Sur Instagram, le hashtag #depizan renvoie à toute une profusion d'objets, d'événements, de personnes, qui lui rendent hommage à leur façon : des ongles peints à son effigie en Écosse, des tatouages la montrant en Australie, son nom exposé sur des tee-shirts ou des musiques dansantes à Berlin. Sur YouTube, Aude Gogny-Goubert lui a consacré un épisode de sa chaîne Virago. Louise D. l'incarne dans un épisode hors-série de sa chaîne Selfie'storique pour son épître au sujet du Roman de la rose. Par delà Internet, elle est aussi présente sur la plupart des médias : films, contes pour enfants, bandes dessinées, etc. Cette femme possède aujourd'hui un renom associé aux engagements les plus divers.

## La question du féminisme de Christine de Pizan

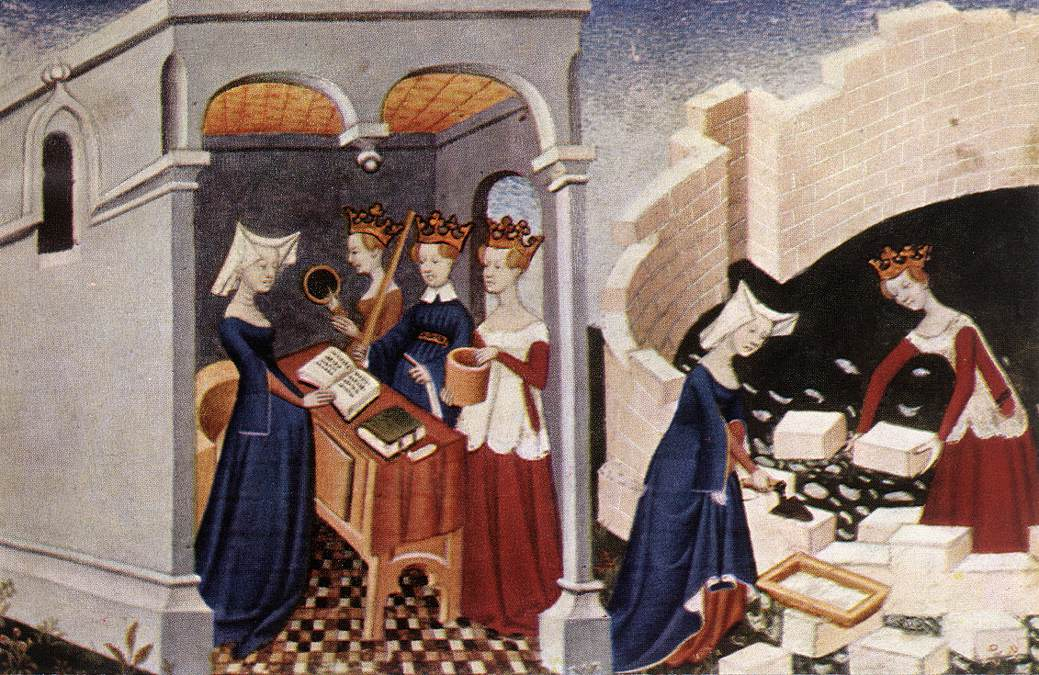
Illustration pour La Cité des dames, réalisée au XVe siècle par le Maître de la Cité des dames.

Elle-même une des premières femmes modernes à rivaliser avec ses contemporains masculins en obtenant des diplômes universitaires, Mathilde Laigle (1865-1950) s'intéresse à la poétesse médiévale et à la question du féminisme dans son œuvre. En réponse à la thèse de William Minto, Christine de Pisan, a Medieval Champion of Her Sex (Christine de Pizan, champion de la cause des femmes au Moyen Âge), elle rédige dans sa monographie sur Les Trois vertus un chapitre sur le « prétendu féminisme de Christine de Pizan ». Pour elle, l'écrivaine médiévale n'est en rien féministe au sens moderne du terme ; elle mène un combat pour la réputation des femmes, compromise par les écrivains misogynes qui les accablent de critiques imméritées, mais ne remet pas en question la structure patriarcale et l'éthique de la société dans laquelle elle vit. Mieux, Mathilde Laigle insiste sur des valeurs qui, pour les féministes modernes, contribuent à l'oppression de la femme, comme la chasteté et la patience.

En effet, selon Mathilde Laigle, le but de Pizan n'est pas de bouleverser l'ordre social : « Ce que Christine prêche, ce n'est pas le murmure, la rébellion contre les lois ou usages établis, c'est l'énergie personnelle, l'effort constant pour parer au mal : l'éviter, si possible, l'atténuer, si on ne peut l'anéantir, ou le subir avec courage, s'il est plus fort que la volonté humaine. ». Elle reconnaît « un embryon de féminisme », lorsqu'elle cite ce passage de La Cité des dames : 

« Si la coustume estoit de mettre les petites filles a l'escole, et que communément on les fist apprendre les sciences comme on fait aux filz, qu'elles apprendroient aussi parfaitement et entenderoient les subtilités de toutes les arz et sciences comme ils font. »

— Christine de Pizan
Cependant la thèse de Mathilde Laigle ne fait pas vraiment autorité, et l'intérêt pour la question du féminisme de Pizan occupe une place importante dans la critique à la fin du XXe siècle. La médiéviste Régine Pernoud, par exemple, voit en elle une féministe avant la lettre, car elle attribuait l'inégalité intellectuelle entre hommes et femmes non à la nature, mais à l'éducation et aux représentations d'elles-mêmes fournies aux femmes par le discours misogyne dominant. Ce thème a été largement repris par les études de genre des années 1970. De même Éliane Viennot souligne le rôle important de Christine de Pizan dans la défense des droits des femmes à son époque,.
Les traits de Christine de Pizan qui séduisent les féministes sont, en général, les suivants : sa dénonciation des violences masculines contre les femmes ; son statut de première femme écrivant pour défendre son sexe, comme le soutient Simone de Beauvoir ; sa pratique du féminin pour les noms qui désignent des fonctions ; certaines pensées qui préfigureraient ce qu'on appelle aujourd'hui la non-binarité ; son panthéon féminin dans La Cité des dames, avec une pratique constante de la sororité comme, entre autres, son éloge de sa contemporaine Jeanne d'Arc ; sa lutte pour l'enseignement des filles. Les traits qui pourraient l'éloigner des mouvements féministes sont, en général, ceux-ci : une certaine pruderie supposée (en supposant que les féministes ne le sont pas) ; son adhésion aux normes médiévales, sachant que ces normes sont aujourd'hui considérées comme patriarcales.
Les historiens insistent plutôt sur la nécessité de remettre dans une perspective historique les écrits de Pizan : « le féminisme de Christine, femme du XVe siècle, ne pouvait se déployer que dans ce contexte ».

## Hommages et postérité

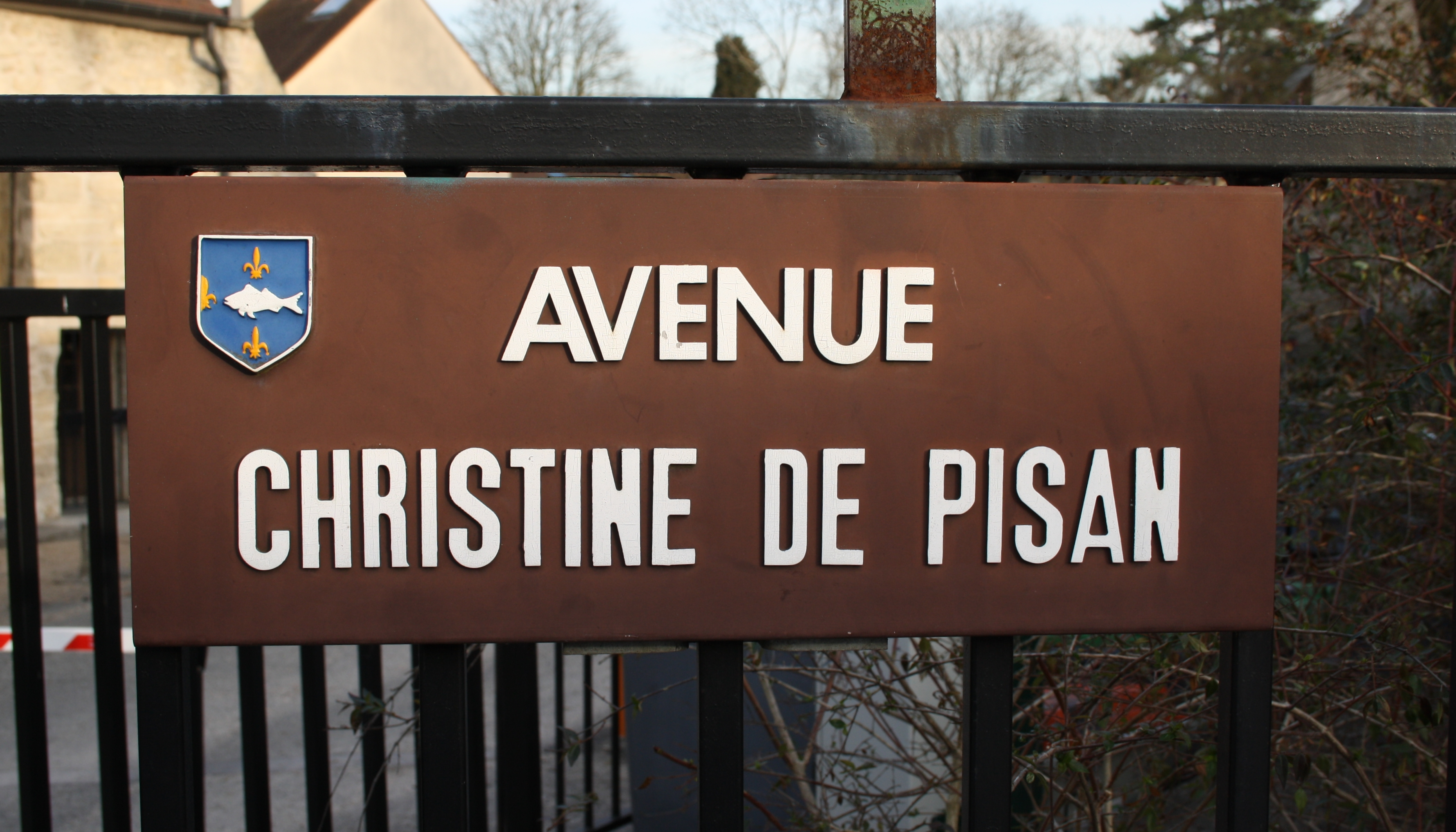
Plaque de l'avenue Christine-de-Pisan à Poissy.

Christine de Pizan est une des 39 convives attablées dans l'œuvre d’art contemporain The Dinner Party (1979) de Judy Chicago.
Le 26 juillet 2024, Christine de Pizan fait partie des 10 femmes inspirantes célébrées lors de la cérémonie d’ouverture des Jeux olympiques de Paris 2024.
Elle fait partie des dix statues de femmes présentées lors de la cérémonie d'ouverture des Jeux olympiques (avec l'avocate et féministe Gisèle Halimi, l’exploratrice Jeanne Barret, la révolutionnaire Olympe de Gouges, l’anarchiste Louise Michel, la réalisatrice Alice Guy, la cadre sportive Alice Milliat, l’écrivaine Paulette Nardal, la philosophe Simone de Beauvoir et la femme politique Simone Veil), qui sont réinstallées en juillet 2025 rue de la Chapelle.
Sont aussi nommés en son honneur :
- une rose (obtenteur Vibert)[32] ;
- de nombreuses voies : une avenue à Poissy, une rue Christine-de-Pisan dans le 17e arrondissement de Paris[33] ainsi qu'à Bourges, Creutzwald, Guichen, Lisses, Rennes, Saint-Brieuc, Saint-Médard-en-Jalles, Toulouse, Vernouillet, Villepinte, orthographiée « Christine de Pizan » à Évreux et Vitry-sur-Seine, un square à Gravelines, une allée à Bouliac, Bourg-lès-Valence, Carquefou, Montlouis-sur-Loire, Orléans, Saint-Michel-sur-Orge et Saint-Nazaire, et une impasse à Boulazac Isle Manoire, La Roche-sur-Yon et Lavoûte-sur-Loire[34] ;
- un collège à Perthes (Seine-et-Marne) ainsi qu'un collège à Aulnay-sous-Bois[20] ;
- une médiathèque à Poissy[35], une bibliothèque à Vincennes[36], un Learning Center à la Bibliothèque des arts et des lettres de l'Université catholique de Louvain.
- la promotion des conservateurs d'État des bibliothèques à l'ENSSIB (DCB31, 2022-2023)[37]

## Ouvrages de Christine de Pizan

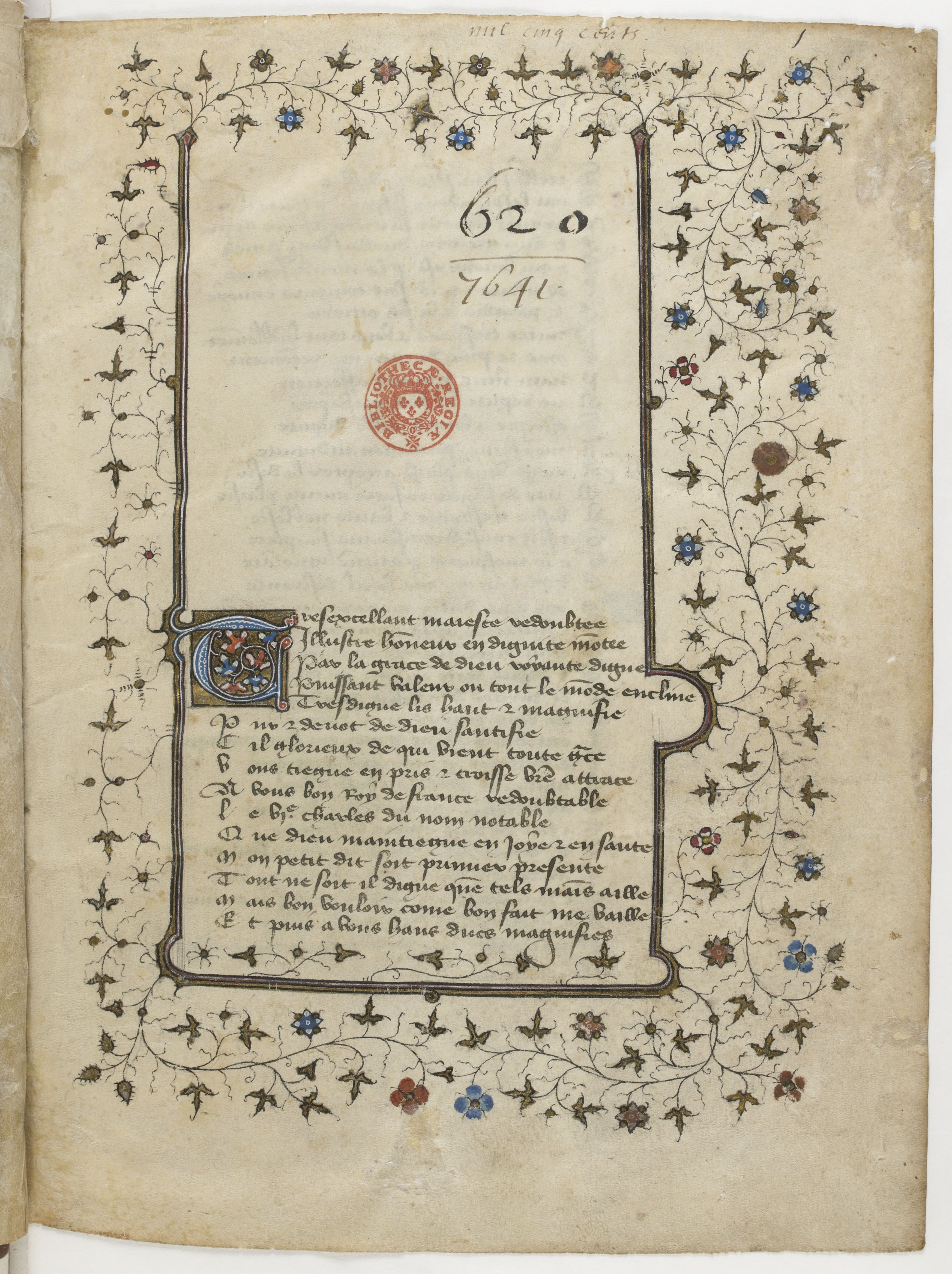
Première page du Chemin de longue étude (vers 1401-1405), décoration attribuée à Anastaise.

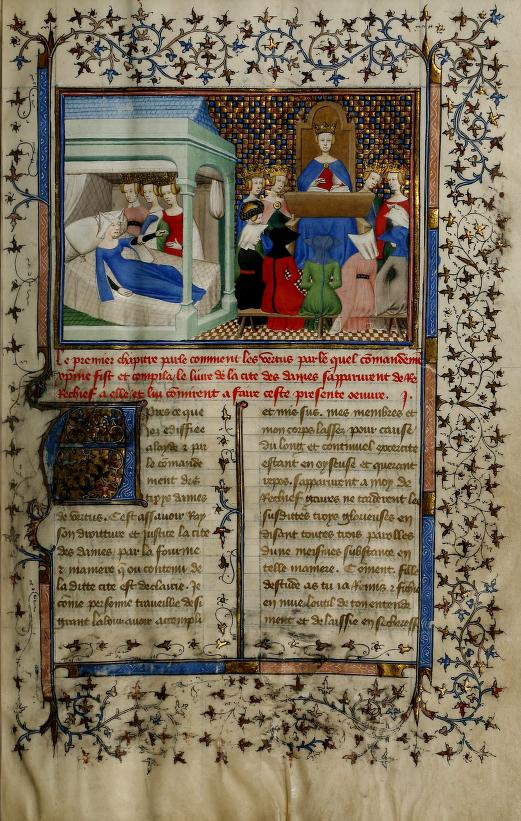
Christine de Pizan, tirée de son lit par les trois Vertus, qui lui refusent le repos.

### Liste des œuvres

#### Poésies
- Cent ballades, 1394-1399
- Poésies diverses (Ballades d'estrange façon, Rondeaux, Lays, Virelays, Jeux à vendre), 1399-1402
- Ballades de divers propos, 1402-1410
- Complaintes amoureuses, 1402-1410
- Cent ballades d'amant et de dame, 1407-1410

#### Critique du roman courtois
- Epistre au Dieu d'amours, 1399
- Le Dit de Poissy, 1400
- Le Livre des trois jugemens, c. 1400
- Le Débat de deux amans, c. 1400-1402
- Le Dit de la pastoure, 1403
- Le Livre du Duc des vrais amants, 1404-1405

#### Défense des femmes
- Epistres du Débat sur le Roman de la Rose, 1401
- Le Dit de la rose, 1402
- La Cité des dames, 1404-1405
- Le Livre des trois vertus à l'enseignement des dames, 1405
- Epistre à la reine Isabeau de Bavière, 1405

#### Œuvres religieuses
- Quinze Joyes Nostre Dame, 1402-1403
- Oraison Nostre Dame, 1402-1403
- Oraison de Nostre Seigneur, 1402-1403
- Les Sept Psaumes allégorisés, 1409
- Epistre de la Prison de Vie Humaine, 1416-1418, dédié à Marie de Berry, duchesse de Bourbon, à la suite de la bataille d'Azincourt[38]
- Les Heures de la contemplation de la Passion, 1420

#### Philosophie morale
- Enseignements moraux, 1398
- Proverbes moraux, 1400-1401
- Epistre Othea, 1401
- Le Chemin de longue estude, 1403 (présentation en ligne, lire en ligne)
- Le Livre de la Mutation de fortune (Manuscrit - Ms 3172), 1403 (présentation en ligne, lire en ligne)
- Le Livre de la Prod'homie de l'homme, 1405-1406
- Le Livre de Prudence, 1406

#### Traités politiques
- Le Livre des Fais et bonnes meurs du sage roy Charles V, 1404
- Epistre à Eustache Morel, 1404
- L'Advision Christine, 1405
- Le Livre du Corps de Policie, 1406-1407
- Le Livre des Faits d'armes et de chevalerie, 1410 (lire en ligne)
- Les Lamentations sur les maux de la France, 1410
- Le Livre de la Paix, 1412-1413
- Le Ditié de Jehanne d'Arc, 1429

### Manuscrits
- Livre de la mutacion de Fortune (Manuscrit - ms. 494), Chantilly, Bibliothèque du musée Condé, 1404-1405 (présentation en ligne, lire en ligne).
- Cent proverbes moraux (Manuscrit - ms. 2879), Paris, Bibliothèque Sainte-Geneviève (présentation en ligne), « fol. 44 ».

### Éditions
- Joël Blanchard et Michel Quereuil (éd.), Livre des faits et bonnes mœurs du sage roi Charles V; présentation, notes et index de Joël Blanchard ; traduction [du français moyen] de Joël Blanchard et de Michel Quereuil, Paris, Pocket, 2013, 377 p.
- Maurice Roy (éd.), Œuvres poétiques de Christine de Pisan, Paris, Firmin-Didot, 1886-1896.
- Mathilde Laigle, Le livre des trois vertus de Christine de Pisan et son milieu historique et littéraire, Paris, Honoré Champion, coll. « Bibliothèque du 15e siècle », 1912 (BNF 37414862, lire en ligne).
- Suzanne Solente (éd.), Le livre des Fais et bonnes meurs du sage roy Charles V, Paris, H. Champion, 1936-1940.
- R. H. Lucas (éd.), Le livre du corps de policie, Genève, Droz, 1967, LX-216 p.
- Charity Cannon Willard (éd.), Le livre des trois vertus, édition critique, introduction et notes par Charity Cannon Willard, texte établi en collaboration avec Eric Hicks, Paris, Honoré Champion, 1989.
- Gabriella Parussa (dir.), Epistre Othea (Edition après une thèse de doctorat), Genève, Librairie Droz, coll. « Textes littéraires français » (no 517), 1999 (présentation en ligne).
- Thérèse Moreau (dir. et trad.) et Éric Hicks (trad.), La Cité des Dames, Stock, coll. « Moyen Âge », 2005 (1re éd. 1986) (ISBN 2-234-01989-3, BNF 34878792, SUDOC 005676835).
- Liliane Dulac (éd.), Desireuse de plus avant enquerre, actes du VIe colloque international sur Christine de Pizan, Paris, Honoré Champion, 2009.  (ISBN 978-2-7453-1852-7)